# Expedició 39
L'Expedició 39 va ser la 39a estada de llarga durada a l'Estació Espacial Internacional. També va ser la primera vegada que l'EEI es troba sota el comandament d'un astronauta japonès - el veterà espacial Koichi Wakata. Després de l'Expedició 21 en el 2009 i l'Expedició 35 en el 2013, també va ser la tercera vegada que una tripulació de l'EEI no fos dirigida ni per un astronauta de la NASA ni cosmonauta de la RSA.

## Tripulació
| Posició            | Primera Part (Març del 2014)                    | Segona Part (Març de 2014 a maig del 2014)      |
| ------------------ | ----------------------------------------------- | ----------------------------------------------- |
| Comandant          | Koichi Wakata, JAXA Quart vol espacial          | Koichi Wakata, JAXA Quart vol espacial          |
| Enginyer del vol 1 | Richard A. Mastracchio, NASA Quart vol espacial | Richard A. Mastracchio, NASA Quart vol espacial |
| Enginyer del vol 2 | Mikhaïl Tiurin, RSA Tercer vol espacial         | Mikhaïl Tiurin, RSA Tercer vol espacial         |
| Enginyer del vol 3 |                                                 | Aleksandr Skvortsov, RSA Segon vol espacial     |
| Enginyer del vol 4 |                                                 | Oleg Artémiev, RSA Primer vol espacial          |
| Enginyer del vol 5 |                                                 | Steven R. Swanson, NASA Tercer vol espacial     |

FontJAXA, NASA, ESA